# لوکاو (نیدرلاوسزیتز)
شهر لوکاو (به آلمانی: Luckau) در ایالت برندنبورگ در کشور آلمان واقع شده‌است.